# Cerkvenik
Cerkvenik je priimek v Sloveniji, ki ga je po podatkih Statističnega urada Republike Slovenije na dan 1. januarja 2010 uporabljalo 293 oseb in je med vsemi priimki po pogostosti uporabe uvrščen na 1.348 mesto.

## Znani slovenski nosilci priimka
- Albin Cerkvenik, četniški in domobranski stotnik
- Andreja (Cerkvenik) Škafar, zdravnica pediatrinja
- Angelo Cerkvenik (1894—1981), književnik
- Boštjan Cerkvenik (*1969), strojnik
- Janez Cerkvenik (*1939), tekstilni tehnolog, filatelist
- Martin Cerkvenik, namestnik generalnega sekretarja urada predsednika Slovenije Milana Kučana
- Miha Cerkvenik (*2001), košarkar
- Mitja Cerkvenik, performativni umetnik
- Tanja Cerkvenik, parašportnica, atletinja
- Vesna Cerkvenik Flajs (*1962), kemičarka (vetrinarska/živilska/ forenzična toksikologija in ekotoksikologija)
- Vida Cerkvenik Bren, gledališka režiserka, poulična gledališčnica
- Zorko A. Cerkvenik, menedžer
- Žiga Cerkvenik, knjižničar itd...